# Il diario di un condannato
Il diario di un condannato (The Lawless Breed) è un film del 1952 diretto da Raoul Walsh. Il film è stato distribuito in Italia anche con il titolo Sotto il sole rovente .
È un film western statunitense con Rock Hudson, Julie Adams e Mary Castle. È basato sulla vita del fuorilegge John Wesley Hardin.

## Produzione
Il film, diretto da Raoul Walsh, con sceneggiatura di Bernard Gordon e soggetto di William Alland, fu prodotto da William Alland e dallo stesso Walsh per la Universal International Pictures e girato all'Andy Jauregui Ranch di Newhall, al Janss Conejo Ranch di Thousand Oaks e nel Vasquez Rocks Natural Area Park ad Agua Dulce, in California.

## Distribuzione
Il film fu distribuito con il titolo The Lawless Breed negli Stati Uniti dal 3 gennaio 1953 al cinema dalla Universal Pictures.
Alcune delle uscite internazionali sono state:
- in Svezia il 27 marzo 1953 (Uppror mot lagen)
- in Danimarca il 24 luglio 1953 (Det vilde blod)
- in Austria nel settembre del 1953 (Gefährliches Blut)
- in Germania Ovest il 10 settembre 1953 (Gefährliches Blut)
- in Finlandia il 13 novembre 1953 (Kuolemaantuomitun muistio)
- in Francia il 23 luglio 1954
- in Turchia il 9 settembre 1955
- in Portogallo il 30 aprile 1956 (Sob o Signo do Mal)
- in Finlandia il 9 giugno 1967 (riedizione)
- in Brasile (Bando de Renegados)
- in Spagna (Historia de un condenado)
- in Francia (Victime du destin)
- in Cile (La ley del más fuerte)
- in Belgio (Les mémoires d'un condamné)
- in Italia (Il diario di un condannato)

## Promozione
La tagline del film era: "He cut a swath of daring across the great southwest!".

## Critica
Secondo il Morandini il film è di un impianto narrativo per il regista "insolito, ricco di rapporti speculari e rimandi ciclici". L'interpretazione di Hudson mancherebbe di spessore. Secondo Leonard Maltin il film è un "western di solida fattura" e "ben interpretato da Hudson".